# Mike City
Mike City, född Michael Flowers i Philadelphia, Pennsylvania, är en amerikansk sångare, låtskrivare och musikproducent. Han växte upp i Charlotte, North Carolina. Flowers har gjort låtar åt artister som Yolanda Adams, Carl Thomas, Donell Jones och Jamie Foxx men är kanske mest känd för att ha producerat låtar till artisterna Brandy och Sunshine Anderson. Han skrev och producerade Brandys hit-låt "Full Moon" från 2002.

## Diskografi
Studioalbum
- 1998 – City Life
- 2017 – The Feel Good Agenda, Vol. 1